# Parailia somalensis
Parailia somalensis är en fiskart som först beskrevs av Vinciguerra, 1897.  Parailia somalensis ingår i släktet Parailia och familjen Schilbeidae. IUCN kategoriserar arten globalt som otillräckligt studerad. Inga underarter finns listade i Catalogue of Life.